# خوسيه مندوزا
خوسيه مندوزا (بالإسبانية: José Mendoza Posas)‏ هو مدرب كرة قدم ولاعب كرة قدم هندوراسي في مركز حراسة المرمى، ولد في 21 يوليو 1989 في اولانتشيتو ‏ في هندوراس. شارك مع منتخب هندوراس تحت 20 سنة لكرة القدم ومنتخب هندوراس تحت 23 سنة لكرة القدم ومنتخب هندوراس لكرة القدم. أما مع النوادي، فقد لعب مع نادي بلاتنسي ونادي بيدا ونادي ماراثون.

## وصلات خارجية
- خوسيه مندوزا على موقع الاتحاد الدولي (مؤرشف)  (الإنجليزية)
- خوسيه مندوزا على موقع قاعدة بيانات كرة القدم.إي يو (الإنجليزية)
- خوسيه مندوزا على موقع ناشيونال فوتبول تيمز (الإنجليزية)
- خوسيه مندوزا على موقع Soccerway.com (الإنجليزية)
- خوسيه مندوزا على موقع أوليمبيديا (الإنجليزية)